# Charlotte Østervangová
Charlotte Østervangová (nepřechýleně Charlotte Østervang; * 1970), je dánská fotografka, novinářka a spisovatelka, žijící od roku 2009 v New Yorku.
Østervangová vystudovala fotografiii na FAMU v Praze a své vzdělání si doplnila ročním kurzem v Mezinárodním centru fotografie v New Yorku.

## Výstavy
Kromě několika výstav v New Yorku, Østervangová již dříve vystavovala na:
- Galerie Pablo's Birthday
- Palác národů, Ženeva
- Kunstnernes Efterårsudstilling (Podzimní výstava umělců) / FrieUdstillingsbygning, Kodaň

## Ocenění a vyznamenání
- Fotografická cena Palle Fogtdals Fotografpris
- Vítězná fotografie v soutěži Image06 (American Society of Media Photographers)
- První cena v Mezinárodní fotografické soutěži Gordona Parkse 2006
- Novinářská fotografie Årets Pressefoto 2007